# Ольсен, Мортен (гандболист)
Мортен Ольсен (дат. Morten Olsen; род. 11 октября 1984 года, Остед) — датский гандболист, выступает за датский клуб «ГОГ». Олимпийский чемпион 2016 года и чемпион мира 2019 и 2021 годов в составе сборной Дании.

## Карьера

#### Клубная
Мортен Ольсен начинал профессиональную карьеру в клубе ГОГ. В 2004 году Ольсен, в составе ГОГ выиграл чемпионат Дании, а в 2005 году Мортен Ольсен, в составе ГОГ выиграл кубок Дании. В 2005 году Ольсен перешёл в Морс. В 2006 году Мортен Ольсен переходит в ГК Виборг. Летом 2007 года, Ольсен становиться игроком датского клуба Бьеррингбро-Силькеборг. В 2010 году, Мортен Ольсен переходит в Ганновер-Бургдорф. В 2013 году Ольсен становиться игроком французского клуба Сен-Рафаэль Вар. В 2015 году Мортен Ольсен уходит из Сен-Рафаэль Вар и становится игроком al-Rayyan SC. В 2015 году Ольсен вернулся в Ганновер-Бургдорф.

#### В сборной
Мортен Ольсен выступает за сборную Дании. За сборную Ольсен сыграл 45 матча и забил 131 гола. Участник Олимпийских игр 2016 года, на которых выиграл золото в составе сборной.

## Награды
- Олимпийский чемпион: 2016
- Чемпион Дании: 2004
- Обладатель кубка Дании: 2005

## Статистика
| Сезон   | Клуб              | Лига           | Матчи | Голы   | Голы   | Голы  |
| Сезон   | Клуб              | Лига           | Матчи | С игры | 7-метр | Всего |
| ------- | ----------------- | -------------- | ----- | ------ | ------ | ----- |
| 2013/14 | Сен-Рафаэль Вар   | LNH Division 1 | 26    | 137    | 23     | 114   |
| 2014/15 | Сен-Рафаэль Вар   | LNH Division 1 | 19    | 85     | 15     | 70    |
| 2015/16 | Ганновер-Бургдорф | Бундеслига     | 23    | 84     | 0      | 84    |
| 2016/17 | Ганновер-Бургдорф | Бундеслига     | 32    | 109    | 1      | 108   |
| 2017/18 | Ганновер-Бургдорф | Бундеслига     | 32    | 113    | 0      | 113   |
| 2018/19 | Ганновер-Бургдорф | Бундеслига     | 17    | 58     | 2      | 56    |